# Fresneaux-Montchevreuil
Fresneaux-Montchevreuil is een voormalige gemeente in het Franse departement Oise in de regio Hauts-de-France en telt 717 inwoners (1999). De gemeente maakte deel uit van het arrondissement Beauvais.

## Geschiedenis
Na de Franse Revolutie werd de gemeente gevormd onder de naam Fresneau. De naam werd in 1801 veranderd naar Fresneaux-Montchevreuil. Het tweede deel van de naam komt van een gehucht in de gemeente. Op 1 januari fuseerde de gemeente met Bachivillers tot een commune nouvelle die naar dit gehucht de naam Montchevreuil kreeg.

## Geografie
De oppervlakte van Fresneaux-Montchevreuil bedraagt 11,2 km², de bevolkingsdichtheid is 64,0 inwoners per km².
De onderstaande kaart toont de ligging van Fresneaux-Montchevreuil met de belangrijkste infrastructuur en aangrenzende gemeenten.

## Demografie
Onderstaande figuur toont het verloop van het inwonertal.